# Französische Rugby-Union-Meisterschaft 1908/09
Die Saison 1908/09 war die 18. Austragung der französischen Rugby-Union-Meisterschaft (französisch Championnat de France de rugby à XV), der heutigen Top 14.
Nach einer Vorrunde spielten die sechs besten Mannschaften in K.-o.-Runden gegeneinander. Im Endspiel, das am 4. April 1909 im Stade des Ponts-Jumeaux in Toulouse stattfand, trafen die beiden Halbfinalsieger aufeinander und spielten um den Bouclier de Brennus. Dabei setzte sich Stade Bordelais gegen Stade Toulousain durch und errang zum sechsten Mal den Meistertitel.

## Vorrunde
Die Detailergebnisse sind nicht bekannt.

## Viertelfinale

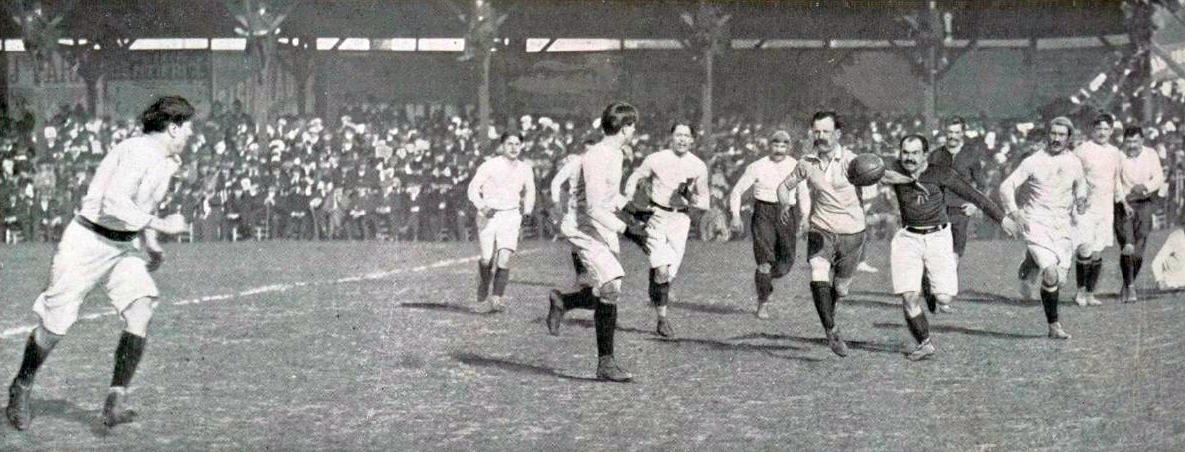
Spielszene im Meisterschaftsfinale

| Datum        | Begegnung                      | Ergebnis |
| ------------ | ------------------------------ | -------- |
| 28. Feb 1909 | US Cognac – Stade Bordelais    | 0:16     |
| 28. Feb 1909 | Le Havre AC – Stade Toulousain | 6:14     |

## Halbfinale
| Datum        | Begegnung                               | Ergebnis |
| ------------ | --------------------------------------- | -------- |
| 14. Mär 1909 | Stade Bordelais – Racing Club de France | 18:0     |
| 14. Mär 1909 | FC Lyon – Stade Toulousain              | 03:5     |

## Finale
| 4. April 1909 | Stade Bordelais                                                | 17 : 0        | Stade Toulousain | Stade des Ponts-Jumeaux, Toulouse Zuschauer: 15.000 Schiedsrichter: Jean Dewitt |
| 4. April 1909 | Versuche: Massé Laffitte Leuvielle (2) Thil Erhöhungen: Delaye | (3:0) Bericht |                  | Stade des Ponts-Jumeaux, Toulouse Zuschauer: 15.000 Schiedsrichter: Jean Dewitt |

Aufstellungen
Stade Bordelais: Robert Blanchard, Maurice Bruneau, Delaye, Herman Droz, Marc Giacardy, Augustin Hordebaigt, Hunter, Marcel Laffitte, Maurice Leuvielle, Henri Martin, Alphonse Massé, Robert Monier, Fernand Perrens, J. Tachoires, Hélier Thil
Stade Toulousain: Henri Avejean, Adrien Bouey, François-Xavier Dutour, Auguste Fabregat, Maurice Fouchou, Jean Laguionie, Octave Léry, André Moulines, Pierre Mounicq, André Perrens, Augustin Pujol, Louis Ramondou, Jean Serisey, Joseph Séverat, Hector Tallavignes